# VinFast Feliz S
VinFast Feliz S là mẫu xe máy chạy bằng năng lượng điện nâng cao hiệu suất từ VinFast Feliz của VinFast (một công ty con của Tập đoàn Vingroup) ra mắt ngày 26 tháng 4 năm 2022.

## Tên gọi
VinFast viết tắt của cụm từ "Việt Nam – Phong cách – An toàn – Sáng tạo – Tiên phong."

## Cấu hình
Động cơ điện 1 chiều, không chổi than công suất danh định 1.200 W, công suất 2.250 W, tốc độ tối đa 78 km/h, kháng bụi và nước theo tiêu chuẩn IP67
Động cơ
- Công suất tối đa 3.000 W
- Công suất danh định 1.800 W
- Loại động cơ Inhub
- Tốc độ tối đa 78 km/h
- Thời gian tăng tốc từ 0-50km/h (1 người 65kg) 12 giây
- Tiêu chuẩn chống nước IP67

Pin
- Loại pin LFP
- Công suất/Dung lượng pin 3,5 kWh
- Trọng lượng pin 28 kg
- Thời gian sạc tiêu chuẩn Khoảng 6h
- Quãng đường đi được 1 lần sạc - tốc độ 30 km/h 198 km
- Loại sạc 1.000 W

Khung, giảm xóc, phanh
- Giảm xóc trước Ống lồng, giảm chấn thủy lực
- Giảm xóc sau Giảm xóc đôi, giảm chấn thủy lực
- Phanh trước Phanh đĩa
- Phanh sau Phanh cơ

Kích thước
- Dài x rộng x cao	1.912 x 693 x 1.128 mm
- Khoảng cách trục bánh trước - sau	1.320 mm
- Khoảng sáng gầm	135 mm
- Chiều cao yên	770 mm
- Thể tích cốp	25 L
- Kích thước lốp trước | sau	90/90-14 | 120/70-14
- Khối lượng xe	110 kg (bao gồm pin LFP)

Đèn
- Đèn pha trước	LED Projector
- Đèn xi nhan - Đèn hậu	LED

Tính năng thông minh
- Tìm xe trong bãi xe bằng Remote
- Hiển thị thông tin xe
- Điều khiển bật tắt chống trộm
- Hiển thị thông tin Pin
- Định vị xe
- Sạc pin với trạm sạc VinFast
- Chẩn đoán lỗi